# (30775) Lattu
(30775) Lattu es un asteroide perteneciente a los asteroides que cruzan la órbita de Marte descubierto el 24 de agosto de 1987 por Eleanor F. Helin desde el Observatorio del Monte Palomar, Estados Unidos.

## Designación y nombre
Designado provisionalmente como 1987 QX. Fue nombrado por Kristan Rosemary Lattu (1947-2003), miembro del personal técnico del JPL, especializado en integración y operaciones de sistemas espaciales, contribuyendo a la Red del Espacio Profundo, Galileo, Cassini-Huygens, SIR-C/X-SAR, el Sistema de Observación de la Tierra y la Estación Espacial Internacional. Estaba muy orgullosa de su herencia finlandesa.

## Características orbitales
Lattu está situado a una distancia media del Sol de 2,786 ua, pudiendo alejarse hasta 4,074 ua y acercarse hasta 1,497 ua. Su excentricidad es 0,463 y la inclinación orbital 14,246 grados. Emplea 1698,08 días en completar una órbita alrededor del Sol.
Los próximos acercamientos a  la órbita terrestre ocurrirán el 27 de septiembre de 2038, el 30 de septiembre de 2094 y el 26 de septiembre de 2145.

## Características físicas
La magnitud absoluta de Lattu es 16,20. 